# أندريه إيفن
أندريه إيفن (بالفرنسية: André Even)‏ هو رسام فرنسي، ولد في 16 مايو 1918 في بونت آفين في فرنسا، وتوفي في 14 مارس 1997 في لوريان في فرنسا.